# التقاطع الكينزي

الرسم التخطيطي الكينزي

الرسم التخطيطي الكينزي هو صياغة للأفكار المركزية في نظرية كينز العامة. ظهرت أول مرة مكونًا مركزيًا لنظرية الاقتصاد الكلي كما درسها بول سامويلسون في كتابه، الاقتصاد: تحليل تمهيدي. يرسم التقاطع الكينزي إجمالي الدخل (المسمى Y على المحور الأفقي) والإنفاق الإجمالي المخطط له أو الإنفاق الكلي (المسمى AD على المحور العمودي).

## نظرة عامة
في الرسم التخطيطي الكينزي، يمثل الخط الأزرق المتجه صعودًا إجمالي الإنفاق على السلع والخدمات من قبل جميع الأسر والشركات كدالة على دخلهم. يمثل خط 45 درجة منحنى العرض الإجمالي الذي يجسد فكرة أنه طالما الاقتصاد يعمل بأقل من العمالة الكاملة (صفر بطالة)، فسيكون بالإمكان تزويد كل ما يُطلب. يقاس إجمالي الإنفاق وإجمالي الدخل بقسمة القيمة النقدية لجميع السلع المنتجة في الاقتصاد خلال سنة معينة على مؤشر الأسعار. يشار إلى النتيجة التي نحصل عليها باسم الناتج المحلي الإجمالي الحقيقي.
يساوي مجموع كل المداخيل المكتسبة في الاقتصاد خلال فترة زمنية معينة مجموع جميع النفقات، وهو هوية ناتجة عن التدفق الدائري للدخل. لكن ليست كل النفقات مخطط لها، فعلى سبيل المثال، إذا أنتج مصنع سيارات 1000 سيارة لكنه لم يبعها كلها، تُصنّف السيارات غير المباعة في حسابات الناتج المحلي الإجمالي على أنها استثمار مخزون. إن الدخل الذي يحصل عليه الأشخاص الذين عملوا في إنتاج تلك السيارات هو جزء من إجمالي الدخل، كما أن قيمة جميع السيارات المنتجة جزء من إجمالي الإنفاق. لكن فقط قيمة السيارات التي تُباع تُحتسب جزءًا من إجمالي النفقات المخطط لها.
في الرسم البياني، يحدد مستوى توازن الدخل والإنفاق حيث يتقاطع منحنى إجمالي الطلب مع خط 45 درجة. لا تراكم غير مقصود للمخزونات عند هذه النقطة. تُسمى نقطة التوازن Y. بموجب الافتراضات القياسية حول محددات الإنفاق الكلي، يكون منحنى AD أكثر استواءً من خط 45 درجة، كما أن مستوى توازن الدخل Y مستقر. إذا كان الدخل أقل من مستوى Y، فإن إجمالي الإنفاق سيتجاوز حينها إجمالي الدخل وستجد الشركات أن مخزونها ينخفض. سيوظفون المزيد من العمال لتعويض النقصان، فتزيد المداخيل ما يتسبب بالعودة نحو Y. على النقيض من ذلك، إذا كان الدخل أكبر من Y، يكون إجمالي الإنفاق أقل من إجمالي الدخل، فتجد الشركات أن المخزونات لديها في تزايد. سوف يطردون العمال، فتنخفض المداخيل. Y هو مستوى الدخل الوحيد الذي لا توجد فيه رغبة من جانب الشركات في تغيير عدد الأشخاص الذين توظفهم.
يحدد إجمالي التوظيف من خلال الطلب على اليد العاملة، إذ توظف الشركات العمال أو تطردهم لتوظيف ما يكفي من اليد العاملة في إنتاج السلع المطلوبة لتلبية إجمالي الإنفاق. في النظرية الاقتصادية الكينزية، يفترض عادة أن يحدث التوازن عند مستوى توظيف اقل من التوظيف الكامل.
يمكن تقسيم النفقات الإجمالية إلى أربعة أجزاء تتكون من نفقات الاستهلاك، ونفقات الاستثمار المخطط لها والإنفاق الحكومي على السلع والخدمات وصافي الصادرات من الواردات. في أبسط عرض للنظرية الكينزية، يفترض أن الاقتصاد مغلق والاستثمار المخطط له خارجي وتحدده «أرواح المستثمرين الحيوانية». الاستهلاك دالة تحويل تآلفية للدخل. إذا ارتفع أي من مكونات الطلب الكلي، بالنسبة لمستوى معين من الدخل، يتحول منحنى الطلب الكلي لأعلى ويتقاطع منحنى AD مع خط 45 درجة يمينًا. وبالمثل، إذا انخفض أي من هذه المكونات الثلاثة، ينحرف منحنى AD إلى أسفل فينحرف معه تقاطع منحنى AD مع خط 45 درجة. في النظرية العامة، أوضح كينز أن الكساد الكبير تحول هبوطي لمنحنى AD الناجم عن فقدان الثقة في الأعمال وانهيار في الاستثمار المخطط.